# 동티모르의 행정 구역
다음은 동티모르의 행정 구역에 관한 서술이다. 13개의 현, 13개의 현은 65개의 Administrative post로, 65개의 Administrative post는 452개의 Suco으로 나뉜다.